# ジョージ・ハッケンシュミット
ジョージ･ハッケンシュミット（Georg Karl Julius Hackenschmidt、1878年8月2日 - 1967年2月19日）は、エストニア、タルトゥ生まれのプロレスラー。近代プロレスリング創成期を代表する選手として活躍し、ラシアンライオン（ロシアのライオン）の異名をとった。ベアハッグの発明者としても広く知られる。
全盛期の鍛え抜かれた強靭な筋肉と、そこから搾り出されるパワーは当時より伝説化しており、ハッケンシュミットの活動期より約1世紀が経過する現在においても特異な存在感を放っている。

## 来歴
1896年9月にプロデビュー、数年のうちに様々なトーナメントで優勝しており、同時代の選手と比較して圧倒的なパワーファイターであったと言われる。1900年にはイギリスに進出、賞金マッチシリーズを実施している。統一世界ヘビー級王座に絡み、フランク・ゴッチと1908年と1911年の二度の対戦を行う。このフランク･ゴッチ戦の内容については現在に至るまで様々な疑惑が残っているが、その興行形態や観客動員の面において近代プロレスの転換を促すこととなった。1911年引退。引退後は肉体トレーニングに関する複数の著作が知られる。
1967年、イギリスにて没。
プロレスラーとしての活動期間は約15年と長くはないが、数多くのタイトル、特に初代統一世界ヘビー級王座の獲得は特筆される。
2016年4月2日、WWE殿堂のレガシー部門に迎えられた。

## 記録に残るタイトル歴など
一部の記録については、試合の開催年のみ判明しており、開催日時が不明のものがある。
- 1899年
  - ヨーロピアン・ヘビーウェート・レスリング・チャンピオンシップ優勝
- 1899年
  - オープン・インビテーショナル・トーナメント優勝
- 1901年
  - 11月、世界ヘビー級王座（ヨーロッパ版）認定
  - 12月、ヨーロピアン・ワールド・グレコローマン・ヘビー級トーナメント優勝
- 1904年
  - 1月30日、世界グレコローマン王者認定（対アーメッド・マドラーリ）
  - 7月2日、トム・ジェンキンス戦に勝利するも、ファイトマネーを分配した事を理由に八百長疑惑が囁かれる。
- 1905年
  - 5月4日、初代統一世界ヘビー級王者認定
- 1908年
  - 4月3日フランク･ゴッチと対戦、統一世界ヘビー級王座がゴッチに移動（於、シカゴ、デスクターパーク・パビリオン）これにより世界ヘビー級王座とアメリカン王者が統一。
- 1910年
  - イギリスで活動していたレスラー、ガマ・ザ・グレートがハッケンシュミットへの挑戦を表明するが、ハッケンシュミットは宗教上の理由からこれを拒否。
- 1911年
  - 1月16日アドルフ・エルンスト（後のアド・サンテル　Ad Santel）に勝利。（ゴッチとフレッド・イーアラー戦の前座試合）
  - 9月4日フランク･ゴッチと3年ぶりに再戦、ストレート負けを喫する。

## フランク・ゴッチ戦にまつわる疑惑
- 1908年のゴッチ戦は、ハッケンシュミットが統一世界ヘビー級王者、ゴッチがアメリカン王者としての対戦であり、試合時間は実に2時間3分にも及んだ。しかし肝心の試合内容はゴッチが圧倒的なパワーを誇るハッケンシュミットと組み合う事を避け、ラフや反則に終始したためハッケンシュミットが試合放棄し、ゴッチの勝利となった。この経緯についてはゴッチ陣営によるレフェリー買収説や、試合後の「（ゴッチが）体にオイルを塗っており、試合にならなかった」というハッケンシュミットの発言も残っている[2]。結果として世界ヘビー級王座とアメリカン王座が統一されるという歴史的にも意義のある試合ではあるが、いまだ疑惑は晴れない。
- 1911年のゴッチ戦では、ハッケンシュミットのストレート負けという結果であるが、これは試合直前のトレーニング中に膝を故障していたハッケンシュミットが、ゴッチに執拗に膝を攻められたのが要因としてある[3]。しかしこの膝の故障自体に、ゴッチが自分の友人のアド・サンテルを利用して仕掛けたトラブルという説がある[3]。

## その他
- 1900年代初頭に大活躍した、大相撲の第22代横綱太刀山峯右エ門との異種格闘技戦が内定していたものの、第一次世界大戦を受けて取り消しとなった[4]。

## 得意技
- ベアハッグ
- ハーフネルソン